# Jarosław Kamiński (montażysta)
Jarosław Stanisław Kamiński (ur. 13 listopada 1960 w Łodzi) – polski montażysta filmowy.

## Życiorys
Ukończył studia na Wydziale Elektrycznym Politechniki Łódzkiej (1987) oraz na Wydziale Filmowym i Telewizyjnym Akademii Sztuk Scenicznych w Pradze (1987). W Pradze uzyskał także doktorat (1991). Doktor habilitowany nauki o sztukach pięknych, specjalność – montaż filmu.
Laureat Europejskiej Nagrody Filmowej za montaż (2018), dwukrotny laureat Nagrody za montaż na Festiwalu Polskich Filmów Fabularnych w Gdyni i trzykrotny laureat Polskiej Nagrody Filmowej, Orzeł w kategorii najlepszy montaż (ponadto czterokrotnie nominowany do tej nagrody). Starszy wykładowca na Wydziale Reżyserii PWSFTviT w Łodzi. Członek Polskiego Stowarzyszenia Montażystów, Polskiej Akademii Filmowej, Europejskiej Akademii Filmowej oraz Amerykańskiej Akademii Sztuki i Wiedzy Filmowej (AMPAS).

## Filmografia (montaż)
- Żurek (2003)
- Z odzysku (2005)
- Wiosna 1941 (2008)
- Jeszcze nie wieczór (2008)
- Galerianki (2009)
- Ki (2011)
- Pokłosie (2012)
- Jesteś Bogiem (2012)
- Dzień Kobiet (2012)
- Ida (2013)
- Jack Strong (2014)
- Hiszpanka (2014)
- #WszystkoGra (2016)
- Wilkołak (2018)
- Zimna wojna (2018)
- Aida (2020)

## Nagrody i nominacje
- 2004 – Polska Nagroda Filmowa, Orzeł za montaż filmu Żurek
- 2006 – Nagroda za montaż filmu Z odzysku na Festiwalu Polskich Filmów Fabularnych w Gdyni
- 2010 – nominacja do Polskiej Nagrody Filmowej, Orzeł za montaż filmu Jeszcze nie wieczór
- 2012 – nominacja do Polskiej Nagrody Filmowej, Orzeł za montaż filmu Ki
- 2013 – nominacja do Polskiej Nagrody Filmowej, Orzeł za montaż filmu Pokłosie
- 2013 – Polska Nagroda Filmowa, Orzeł za montaż filmu Jesteś Bogiem
- 2014 – Polska Nagroda Filmowa, Orzeł za montaż filmu Ida
- 2015 – nominacja do Polskiej Nagrody Filmowej, Orzeł za montaż filmu Jack Strong
- 2018 – Nagroda na 43. Festiwalu Polskich Filmów Fabularnych w Gdyni za montaż filmu Zimna wojna
- 2018 – Europejska Nagroda Filmowa za montaż filmu Zimna wojna[5]
- 2019 – Polska Nagroda Filmowa, Orzeł za montaż filmu Zimna wojna